# سانت جونز

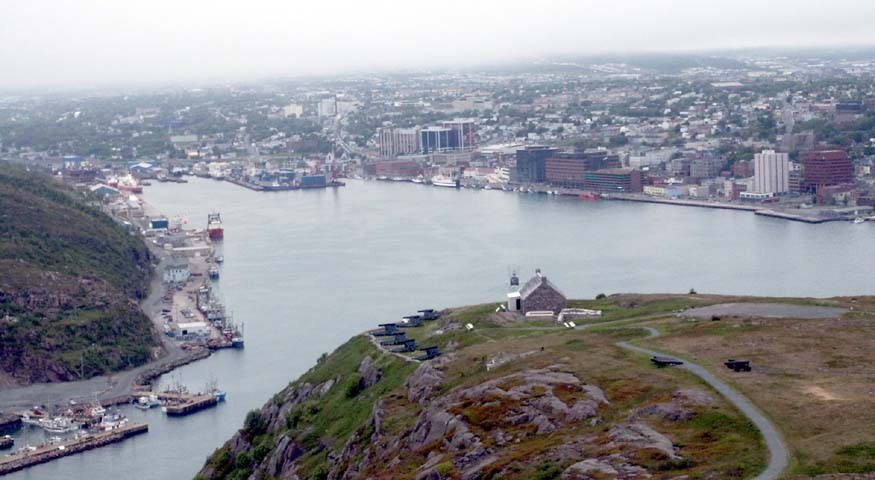
صورة لمدينة سانت جونز

سانت جونز (بالإنجليزية: St. John's، بالفرنسية: Saint-Jean de Terre-Neuve) هي مدينة كندية تقع على جزيرة نيوفاوندلاند وتعد مدينة سانت جونز عاصمة مقاطعة نيوفاوندلاند ولابرادور الكندية ويبلغ عدد سكان مدينة سانت جونز حوالي 100646 نسمة حسب إحصائيات سنة 2006.

## المناخ
يظهر الجدول التالي التغييرات المناخية على مدار السنة لسانت جونز:
| البيانات المناخية لـسانت جونز | البيانات المناخية لـسانت جونز | البيانات المناخية لـسانت جونز | البيانات المناخية لـسانت جونز | البيانات المناخية لـسانت جونز | البيانات المناخية لـسانت جونز | البيانات المناخية لـسانت جونز | البيانات المناخية لـسانت جونز | البيانات المناخية لـسانت جونز | البيانات المناخية لـسانت جونز | البيانات المناخية لـسانت جونز | البيانات المناخية لـسانت جونز | البيانات المناخية لـسانت جونز | البيانات المناخية لـسانت جونز |
| الشهر                         | يناير                         | فبراير                        | مارس                          | أبريل                         | مايو                          | يونيو                         | يوليو                         | أغسطس                         | سبتمبر                        | أكتوبر                        | نوفمبر                        | ديسمبر                        | المعدل السنوي                 |
| ----------------------------- | ----------------------------- | ----------------------------- | ----------------------------- | ----------------------------- | ----------------------------- | ----------------------------- | ----------------------------- | ----------------------------- | ----------------------------- | ----------------------------- | ----------------------------- | ----------------------------- | ----------------------------- |
| [بحاجة لمصدر]                 |                               |                               |                               |                               |                               |                               |                               |                               |                               |                               |                               |                               |                               |

</ref> and at St. John's Airport from 1942 to the present day.}}

## توأمة
لسانت جونز اتفاقيات توأمة مع كل من:
- إلهافو
- وترفورد
- ماراكاي

## أعلام
- مارتين بينيت
- ماري برات
- ويليام أكوين كاريو
- سيباستيان سبينس
- هاري واتسون
- موريس بريندرغاست
- آرثر ماكسويل هاوس
- فريدريك كارتر
- إد وايت
- أليسا نيكول باليت